# Rio Cuieşd
O Rio Cuieşd é um rio da Romênia, afluente do Mureş, localizado no distrito de Mureş.